# Centrale nucléaire de Kaliningrad
La centrale nucléaire de Kaliningrad, aussi dénommée centrale nucléaire de la Baltique (en russe : Калининградская атомная электростанция; Калининградская АЭС [] ou Балтийская АЭС []) est une centrale nucléaire dont la construction est suspendue, située à 13 km au sud-est de la ville de Neman, dans l'oblast de Kaliningrad en Russie, dans l’enclave russe entre la Pologne et la Lituanie. 

## Construction
Le porteur de projet est Rosatom, le propriétaire est Rosenergoatom. La construction de la tranche 1 (réacteur VVER V491 de 1 109 Mwe) a débuté le 22 février 2012.
En 2013, des entrepreneurs locaux témoignent d'un arrêt complet du chantier.
En 2013, la banque française BNP Paribas et l'allemande HypoVereinsbank  ont annoncé qu’elle ne financeraient pas le projet nucléaire de Kaliningrad. Le 26 avril 2013, jour anniversaire de la catastrophe nucléaire de Tchernobyl, une centaine d’ONG réparties dans 22 pays ont appelé la Société générale à ne pas financer la construction de la centrale nucléaire à Kaliningrad.
En avril 2014, la construction de la centrale a été suspendue et pratiquement gelée ,.